# Погодный волшебник
Погодный волшебник (англ. Weather Wizard), также встречаются переводы: Погодный маг – псевдоним суперзлодея Марка Мардона  (англ. Mark Mardon), персонажа комиксов издательства DC Comics. Изображается, как правило, врагом супергероя Флэша. Дебютировал в выпуске The Flash #110 (декабрь 1959).

## Вымышленная биография

### Ранние годы
Сбежав из тюремного транспорта через окно, Марк Мардон явился в дом своего брата и нашёл того мёртвым. Брат Мардона, Клайд, был учёным, который недавно открыл метод управления погодой, но умер от сердечного приступа (хотя недавние доказательства опровергают это, указывая на Марка Мардона как на убийцу. Также говорится, что он лгал или блокировал память насчёт местонахождения его тела). Марк использовал заметки Клайда, чтобы создать волшебную палочку, управляющую погодой, и начал карьеру преступника как Погодный Волшебник. Иногда он использовал свои возможности в мелком масштабе (просто ударить кого-то молнией), а иногда – в более широком (например, сковать город вечной зимой), но всегда терпел поражение от супергероя Флэша. Своё первое преступление он решил посвятить мести полиции, которая пыталась арестовать его и посадить в тюрьму, но это позволило Флэшу предсказать его очередную цель и победить.
После того, как Барри погиб во время событий Кризиса на Бесконечных Землях, Погодный Волшебник временно оставил преступную деятельность, пока в период событий серии Underworld Unleashed, он не объединился с такими злодеями, как Капитан Холод, Тепловая Волна, Капитан Бумеранг и Магистр Зеркал, создав группу злодеев, известную как «Негодяи», чтобы получить больше власти. В конечном счёте это закончилось смертью их всех и возрождением Нерона. Впоследствии они были воскрешены Нероном в качестве демонов, чтобы они одолели преемника Барри Аллена, Уолли Уэста, который манипулировал Нероном, чтобы вернуть души «Негодяев». После воскрешения Погодный Волшебник и все другие, кроме Тепловой Волны, вернулись к преступной жизни.
Позже Погодный Волшебник объединяется с Блэксмит и её командой злодеев. От неё он узнаёт, что имеет сына, который был зачат в одну единственную ночь, которую он провёл с офицером полиции Кистоун-сити Джулией Джекхем. Их сын, Джош, показал врождённые способности к управлению погодой, в то время как Погодный Волшебник использовал палочку. Желая иметь такую же силу, Погодный Волшебник попытался похитить Джоша у жены Уолли, Линды, и изучить его, чтобы понять, как его сын получил свою силу, но не смог навредить мальчику, когда увидел «мои глаза… глаза моего брата». Как следствие, его остановил Флэш и отправил в тюрьму Айрон Хайтс. После того, как он освободился, а группа Блэксмит была расформирована, Погодный Волшебник объединился с Магистром Зеркал и Трикстером, сформировав новый состав «Негодяев» под командованием Капитана Холода. Он также вошел в Тайное общество Суперзлодеев как представитель «Негодяев».

### One Year Later
Спустя один год после событий Кризиса на Бесконечных землях (серия One Year Later),  к нему и другим «Негодяям» обращается молодой суперзлодей Инерция с предложением убить Флэша (тогда его мантию носил Барт Аллен). Инерция уничтожил Погодную палочку и использовал медицину XXX века, чтобы разблокировать память Погодного Волшебника, позволив тому управлять погодой напрямую, без Погодной палочки. Хотя Инерция был побеждён, другие «Негодяи» избили Барта до смерти, а Погодный Волшебник использовал свою власть над молнией, казнил его на подобии электрического стула. После того, как личность Барта была раскрыта, Мардон удивился и был шокирован тем, что «Негодяи» казнили ребёнка.

### Salvation Run
Погодный Волшебник был одним из персонажей ограниченной серии комиксов Salvation Run, где его поддерживали и другие «Негодяи»: Капитан Холод, Магистр Зеркал, Тепловая Волна, а также Абра Кадабра

### Final Crisis: Rogues' Revenge
Он был замечен как член команды «Негодяев», присоединившийся к Тайному обществу Суперзлодеев, которым управлял Либра. Однако, в серии Final Crisis: Rogues' Revenge, Погодный Волшебник и «Негодяи» отклоняют предложение Либры, желая остаться не у дел (Капитан Холод даже ругает Магистра Зеркал за то, что тот использует пену, как Доктор Свет). Прежде, чем удалиться, они слышат о побеге Инерции и решают быть поблизости, чтобы отомстить использовавшему их суперзлодею. В целях отомстить, Либра похищает Джоша, сына Погодного Волшебника, шантажируя Мардона, чтобы тот вступил в Тайное общество Суперзлодеев. На это Мардон ему ответил: «Если я убил своего брата, Либра, если я в буквальном смысле казнил на электрическом стуле единственного, кто обо мне заботился, неужели ты думаешь, что меня хоть как-нибудь заботит этот ребёнок?». Либра в ответ насмехается над Мардоном, пытаясь доказать его неправоту. Мардон заколебался, когда Инерция убил мальчика, и Мардон объединяется с остальными «Негодяями», чтобы отомстить Инерции и убить его.

### The Flash (Vol. 3)
Погодный Волшебник с другими «Негодяями» посетил старое убежище Сэма Скаддера и обнаруживают гигантское зеркало с написанными на нём словами «В случае прибытия Флэша разбить стекло молотком».. Позднее, Погодного Волшебника всё еще можно заметить среди «Негодяев».

### The New 52
В новой временной линии, являющейся частью непрерывности, введённой серией перезапусков в рамках The New 52, история сражений Погодного Волшебника с Флэшем Барри Алленом осталось практически неизменным. Однако история происхождения суперзлодея оказалась значительно пересмотренной: в этой непрерывности братья Мардон оказались латиноамериканцами Марко и Клаудио, возглавляющими мафию. После смерти отца Марко сбегает, в конце концов став Погодным Волшебником, но возвращается в семью, когда Клаудио убили. Флэш, разыскивая похищенную Патти Спивот, позже атакует Марко и вынуждает Эльзу, вдову его брата, признаться в этом похищении и убийстве своего мужа. Это открытие подталкивает Марко к краю, он пытается покончить жизнь самоубийством, призвав на себя и Эльзу разряд молнии; однако, он выживает, и суперзлодей Золотой Глайдер привлекает его для неизвестного заговора.

## Силы и способности
Первоначально Погодный Волшебник использовал Погодную палочку, чтобы управлять погодными явлениями. С её помощью он мог воспроизводить снежные бури, удары молнии, летать при помощи ветра, вызывать туман и ураганы. По сути, Погодный Волшебник может вызвать любое погодное явление, какое можно представить, в том числе и торнадо. Позднее Инерция уничтожил Погодную палочку и при помощи медицины XXX века восстановил память Погодного Волшебника, позволив тому управлять погодой силой мысли. Он также показал весьма ограниченный контроль над магнитными полями.
В реальности The New 52 показано, что Мардон вернулся к использованию Погодной палочки, но устройство свело его с ума.

## Другие версии

### Земля-33
Данная версия Погодного волшебника имеется на Земле-33, мире магов.

### Flashpoint
Во время альтернативной линии, показанной в серии Flashpoint, Погодный волшебник является заключённым тюрьмы Айрон Хайтс. Этот Погодный волшебник являлся противником Магистра Зеркал, который собрал Негодяев. Он сбегает из тюрьмы, чтобы найти Гражданина Холода и отомстить ему за смерть брата, Клайда. Гражданин Холод убивает Погодного Волшебника, но прежде рассказывает, что Клайд сам нанял гражданина Холода, чтобы тот убил его, а также что с удовольствием сделал бы это бесплатно.

### Captain Carrot and His Amazing Zoo Crew
В серии 1980-х Captain Carrot and His Amazing Zoo Crew (рус. "Капитан Морковка и его удивительная зоокоманда"), события которой разворачивается на параллельной Земле, известной как «Земля-Ц-минус», где проживают забавные животные-супергерои. На этой Земле проживает суперзлодей Погодная Ласка, двойник Погодного волшебника, являющийся лаской и противником супергероя Крэша (двойника Флэша).

### Погодный волшебник 25 века
Будущая версия Погодного волшебника, известная как Погодный колдун, является героем и живёт в 25 веке. Погодный колдун является членом объединения, известного как Отступники в будущем Профессора Зума.

## Вне комиксов

### Телевидение
- В телесериале 1979 года Легенды Супергероев роль Погодного Волшебника сыграл комик Джефф Альтман.
- Мигель Феррер по сути изобразил Погодного Волшебника, сыграв роль злодея Погодного человека/Доктора Ино в пилотной серии телесериала 1997 года «Лига справедливости Америки».
- Погодный Волшебник появился в мультсериале 1996 года "Супермен", в эпизоде под названием Speed Demons, где его озвучил (а также стал прототипом внешности) Мигель Феррер. Он бывший вымогатель из Централ-сити, который отслеживает местоположение Супермена и Флэша во время их соревнования за титул "самого быстрого человека из живущих". Также встречается брат Марка (здесь его имя Бен), что значит он не умер. Погодный Волшебник перекачал энергию Супермена и Флэша через специальные нарукавные повязки с целью использовать её для своего погодного оборудования. При помощи Бена Супермен и Флэш остановили его.
- Погодный Волшебник появился в мультсериале "Лига справедливости", озвученный Кори Бёртоном. Здесь он являлся частью Отряда мстителей Супермену. В битве Чудо-женщина при помощи своих браслетов перенаправила молнию Погодного волшебника назад в него самого (Флэш приводил тысячи причин, почему это невозможно). Также он прикрыл Калибана, вызвав подчинённое его воле торнадо. Бэтмену удалось его победить и отправить в нокаут.
- Кори Бёртон вновь озвучил Погодного Волшебника в сезонах мультсериала, вышедших под названием "Лига справедливости без границ". В этих сезонах он появляется как член Тайного общества Суперзлодеев, организованного Гориллой Гроддом. Также его можно заметить в качестве второстепенного персонажа в эпизоде Flash and Substance. Позже, когда Тайное общество раскололось на два лагеря, он принял сторону Гродда и был заморожен предавшей Гродда Убийцей Мороз. Ни один из замороженных злодеев не показан убегающим, когда Дарксайд взорвал штаб-квартиру Тайного общества.
- В мультсериале "Бэтмен: Отважный и смелый" его озвучил Робин Аткин Даунс. В эпизоде Night of the Huntress! состоялось его камео - суперзлодей Калькулятор сообщает ему, что Флэш несколько дней будет отсутствовать в Кистоун-сити, что позволило Погодному Волшебнику совершить ряд преступлений в этом городе. В эпизоде Requiem for a Scarlet Speedster! он помогает Капитану Холоду и Тепловой Волне в их преступлениях. также его можно заметить в сцене перед титрами в эпизоде Triumvirate of Terror, где он является членом бейсбольной команды Легиона Тьмы

#### Вселенная Стрелы
Братья Мардоны во Вселенной Стрелы
В сериалах Вселенной Стрелы Клайд и Марк Мардоны — известные в Централ-сити грабители банков. Они скрывались на одной из ферм близ города и попытались сбежать на самолёте, но взрыв ускорителя частиц С.Т.А.Р. Лабс уничтожил их самолёт в воздухе, а самих братьев наделил практически аналогичными способностями — силой мысли управлять погодой.
- Чад Рук сыграл роль Клайда Мардона в пилотном эпизоде телесериала 2014 года «Флэш», выпущенном каналом The CW.[13] При помощи своих способностей он вновь начал грабить банки. После разрушений, устроенных в городе, Клайд был остановлен Барри Алленом, впервые надевшим костюм Флэша, и застрелен детективом Джо Уэстом, приёмным отцом Барри.
- Лиам Макинтайр снялся в роли Марка Мардона в нескольких эпизодах этого же телесериала. В отличие от Клайда, у Марка лучше удается их контролировать (может контролировать и перенаправлять погодные катаклизмы даже внутри зданий, Клайд внутри зданий мог только создавать, но не контролировать). Стремясь отомстить за убитого брата, преследовал детектива Джо Уэста, но столкнулся с единственной слабостью — не может вызывать погодные явления под излучением специального жезла, созданного в Лаборатории СТАР (возможный намек на Погодную палочку).[14] Пытается уничтожить город огромным цунами. Флэш пытается остановить волну, бегая вдоль берега, чтобы создать ответную волну воздуха, но ненароком переносится на день в прошлое, после чего ловит Мардона до этого. Позже, Мардона и других мета-людей вызволяет Капитан Холод. В эпизоде второго сезона «Бег на месте» он объединяет силы с Леонардом Снартом / Капитаном Холодом и Джеймсом Джесси / Трикстером, чтобы убить Флэша, но затея провалилась.
- В первом эпизоде второго сезона анимационного веб-сериала «Виксен» Марк Мардон вновь пытается уничтожить Централ-сити при помощи цунами, однако был остановлен силами Флэша, Огненного шторма и Виксен. Так как Мардон не произнёс ни одного слова, Лиам Макинтайр не озвучивал своего персонажа вновь.

### Видеоигры
- Погодный маг появляется в игре Batman: The Brave and the Bold – The Videogame, где его озвучил Кори Бёртон
- Встречается в игре DC Universe Online, озвученный Брендоном Янгом

### Пародии
- Был спародирован в одном из специальных эпизодов мультсериала «Робоцып», посвящённых Вселенной DC. Его озвучил Мэтью Сэнрэйх. В данном эпизоде он в составе Легиона Тьмы отправляется на Весенние каникулы, пока Лекс Лютор ищет Лену Лэнг. На замечание Джокера «Хорошая нынче погода!», Погодный Волшебник отвечает «Всегда пожалуйста!». Когда он уходит, Джокер задаётся вопросом, собирается ли Погодный Волшебник каждый день повторять эту шутку.

### Прочее
- Второй Погодный Волшебник, отличный от оригинального, появляется в 38м выпуске комикса-продолжения "Лиги справедливости без границ". Этот неназванный Погодный Волшебник неудачно пытается победить Флэша и Чудо-женщину при помощи Гиганты, Топа и Магистра Зеркал.[15]
- Гоу-Гоу Вайзард, персонаж манги "Бэтмен" авторства Джиро Куваты - по сути тот же Погодный Волшебник, но с новым именем.